# Ukraina. Maski rewolucji
Ukraina. Maski rewolucji (fr. Ukraine, les masques de la révolution) – francuski film dokumentalny w reżyserii Paula Moreiry z 2016 roku, po raz pierwszy pokazany na antenie telewizji Canal+. Dokument przedstawia wydarzenia, które doprowadziły do zmiany władzy na Ukrainie na początku 2014 roku. Dużo uwagi poświęca ugrupowaniom skrajnie prawicowym oraz ich roli w starciach podczas protestów w Kijowie i z uczestnikami prorosyjskich wystąpień na południu i wschodzie kraju, w szczególności pożarowi w Domu Związków Zawodowych w Odessie. Według autorów filmu za ukraińską „rewolucją godności” stały siły działające na rzecz Stanów Zjednoczonych, wykorzystujące do osiągnięcia swoich celów ugrupowania radykalne. Jeszcze przed premierą film wywołał kontrowersje.

## Produkcja
Sam reżyser przedstawia swój film jako „śledztwo specjalne”. Do realizacji obrazu skłonił go, jak sam mówi, rozdźwięk między „entuzjazmem mediów wokół rewolucji a drobnymi sygnałami, które go niepokoiły”. oraz skąpe relacje europejskich mediów z tragedii w Domu Związków Zawodowych. Twierdzi, że przed filmem fakt śmierci 45 osób w Odessie był nieznany. Sam Paul Moreira odwiedził Ukrainę długo po opisanych w filmie wydarzeniach.

## Fabuła
W filmie Moreira przeprowadza wywiady z członkami ochotniczego pułku „Azow” (który został utworzony jako ochotniczy batalion w maju 2014 roku), partii politycznej Ogólnoukraińskie Zjednoczenie „Swoboda” i prawicowego ruchu Prawy Sektor, które według Moreiry były przewodnią siłą polityczną ukraińskiej rewolucji. Zwraca też uwagę na wydarzenia 2 maja 2014 roku w Odessie, winnymi których Moreira ukazuje członków i zwolenników Prawego Sektora.
Moreira dochodzi do wniosku, że w trakcie Euromajdanu doszło do skrajnie prawicowego zamachu stanu dokonanego przy wsparciu nacjonalistycznych ugrupowań o orientacji neonazistowskich, które od tego czasu dyktują politykę nowym władzom kraju. Według francuskiego dziennikarza Ukraina jest obecnie w chaosie, za który odpowiedzialne są grupy ekstremistów i USA.

## Pokaz
Film został pokazany 1 lutego 2016 roku na antenie prywatnej francuskiej telewizji Canal+ w ramach programu „Special Investigation” o godzinie 22:30. 7 lutego roku został wyemitowany ponownie. Po raz trzeci film pokazano 14 lutego.
21 lutego 2016 roku film został wyemitowany na antenie polskiej telewizji „TVN24” w ramach cyklu „Ewa Ewart poleca”. Przed pokazem prowadząca program określiła obraz jako „kontrowersyjny”.
Szwedzka telewizja publiczna SVT miała wyświetlić dokument 1 maja 2016 roku, ale ambasador Ukrainy w Szwecji Ihor Sahacz i kilka ukraińskich organizacji próbowały wpłynąć na STV, by nie pokazywała filmu. Wątpliwości wobec opisu roli ugrupowań prawicowych sprawiły, że redakcja odroczyła premierę. Ostatecznie film pokazano 23 maja. Szwedzkie tłumaczenie różniło się w kilku miejscach od francuskiego oryginału. Szwedzki narrator opisuje między innymi: „Krym to półwysep na południu Ukrainy. Większość populacji to Rosjanie. Po rewolucji na Ukrainie Krym został zaatakowany przez siły rosyjskie”, podczas gdy w oryginale fragment ten brzmi: „Krym jest półwyspem położonym na południe od Ukrainy, zamieszkałym głównie przez Rosjan. Po rewolucji ukraińskiej ludność Krymu masowo głosowała w referendum za przystąpieniem do Rosji”. Zmiany montażowe były przyczyną zawiadomienia do Szwedzkiej Komisji ds. Radia i Telewizji.

## Odbiór
W dniu pokazu filmu Ambasada Ukrainy w Paryżu nazwała go „dezinformacją” i poprosiła kierownictwo Canal+ o zdjęcie filmu z anteny. Francuski dziennikarz Marc Cohen oskarżył ukraińskiego ambasadora o „haniebną próbę cenzury”. Jak podkreślił Cohen, „to jest Francja, a nie Katar czy Korea Północna”.
Ambasada Ukrainy w Polsce nazwała emisję filmu „nieprzyjaznym gestem” oraz oświadczyła, że „oczekuje wyjaśnień” od telewizji TVN24 w związku z emisją filmu.